# Сено
Сеното е изсушена трева, събирана, складирана и използвана за животински фураж (храна), предимно за животни от рода на говеда, коне, кози и овце.
 Сеното се отличава от сламата, която представлява стеблата на културните житни растения, останала след жетвата (прибирането на добива).
Сено се дава на животните когато или където няма достатъчно пасища, на които животните да пасат, когато времето не позволява паша (например през зимата) или когато пашата е прекалено обилна за лесно смилане от животните. Със сено се хранят и животните, докато са затворени в обор.
Сеното се съхранява в плевни или навеси, често построявани с решетки, вместо стени и разполагани върху помещенията, обитавани от животните, с цел да запазват топлината през зимата и хлад, през лятото.
След окосяване, сеното се оставя да изсъхне, след това се събира на копи и в някои случаи се съхранява в този вид, направо на полето.
До неотдавна, окосяването е ставало предимно с ръчна коса, умение за работа с която се придобивало от момчетата в ранна възраст.